# Semivocală
În fonetică și în fonologie, termenul semivocală denumește un tip de sunet intermediar între consoană și vocală, care prezintă trăsături și ale uneia, și ale celeilalte. Formulat altfel, nu este nici consoană, nici vocală. Altă definiție afirmă de asemenea acest caracter intermediar, dar și că semivocala este o vocală care nu se poate rosti decât împreună cu altă vocală. În limba română, astfel de sunete sunt cele notate fonetic [i̯] (de exemplu, în cuvântul iarbă), [u̯] (în roua), [e̯] (în seară) și [o̯] (în doagă).
În afară de această definiție generală, sunetul numit semivocală are diverse interpretări în funcție de punctul de vedere din care este privit: numai fonetic sau și fonologic. Lingvisticile diverselor limbi îl tratează și în mod dependent de funcțiile fonologice pe care îl are sau nu în limba considerată.
Interpretarea tradițională a acestui tip de sunet ia în considerare mai mult aspectul fonetic și mai puțin pe cel fonologic. Într-o interpretare mai nouă, punctul de vedere fonologic este important. În aceasta, unii autori consideră acest termen imprecis și, de aceea, depășit, preferând termenul englez glide. În limba comună, acest cuvânt însemnă „alunecare”, iar în fonetică denumește un sunet produs de organele articulatorii atunci când se apropie sau se îndepărtează de articularea unui alt sunet. De menționat însă, că în lingvistica limbii engleze, unii autori consideră termenul glide și în acest sens, dar și ca sinonim al lui diphthong, pe care îl definesc ca vocală a cărei articulare alunecă de la cea a unei vocale la cea a alteia.

## Abordare fonetică
Sunetele numite semivocale au caracteristici de articulare comune vocalelor și consoanelor. Structura lor acustică este apropiată de cea a unor vocale cărora le corespund. În română, acestea sunt [i], [u], [e] și [o]. Deschiderea cavității bucale la articularea lor este intermediară între cea mai deschisă în cazul consoanelor și cea mai închisă în cel al vocalelor. Nu prezintă o structură net definită a formanților, ceea ce le deosebește de consoane, iar absența unui obstacol în calea aerului emis la articularea lor determină o concentrare a energiei mai mare decât cea specifică consoanelor. O altă caracteristică ce apropie acest tip de sunete de consoane este că sunt asilabice, adică nu pot constitui nucleul unei silabe, prin urmare nici să fie accentuate.
Acest tip de sunet având unele caracteristici comune cu consoanele, termenul „semivocală” este considerat de unii autori sinonim cu „semiconsoană”. 
Sunt și autori care disting semiconsoanele de semivocale, de pildă în lingvistica limbii italiene sau a limbii spaniole. Astfel, același sunet ar putea fi de o natură sau alta în poziții diferite. Dacă sunetul precede vocala silabică (nucleul silabei), ar fi semiconsoană, ex. i în cuvântul es  piedra „piatră”, iar dacă este după vocala silabică, ar fi semivocală, ex. i în es  aire „aer”.
Alți autori includ printre consoane o parte din sunetele numite semivocale, semiconsoane sau glides, anume în clasa consoanelor sonante. În română, astfel ar fi [j] și [w] (notate mai sus [i̯], respectiv [u̯]).
În funcție de lingvisticile diverselor limbi și de autori, se consideră că cel puțin unele grupuri formate din acest tip de sunet în aceeași silabă, împreună cu o vocală sunt diftongi, iar împreună cu o vocală și încă un sunet numit semivocală, sunt triftongi. Acest tip de sunete constituie partea asilabică/părțile asilabice ale unor astfel de grupuri. Detalii despre aceasta sunt prezentate mai jos, în secțiunile despre câteva limbi.
Nici transcrierea fonetică a sunetelor de acest tip nu este unitară. În lingvistica română se notează în general cu litera corespunzătoare vocalei, cu semnul ◌̯: [i̯], [u̯], [e̯], [o̯]. În lingvistica limbii franceze se folosesc simbolurile consoanelor sonante din Alfabetul Fonetic Internațional: [j], [w] și [ɥ]. În lingvistica limbii engleze sunt mai multe procedee. Unii autori folosesc [j] și [w] în afara diftongilor, când îi consideră consoane, dar și în diftongi, iar pentru alte elemente asilabice din diftongi, care nu pot fi consoane, simbolurile vocalelor corespunzătoare, ex. [ə]). Alții folosesc [j] și [w] numai în afara diftongilor, și simbolurile vocalelor corespunzătoare în diftongi: [ɪ] în loc de [j], [ʊ] în loc de [w]. Iarăși alții le transcriu [j] și [w] în afara diftongilor, și cu simbolurile vocalelor corespunzătoare, cu semnul ◌̯, în diftongi: ([ɪ̯], [ʊ̯]).

## Abordare fonologică
După unii autori, sunetele numite semivocale sunt o clasă aparte numai din punct de vedere fonetic, dar fonologic sunt consoane, pentru că funcția lor în silabe este aceeași ca a celor care sunt unanim considerate consoane, adică nu pot fi nuclee de silabă, prin urmare nici să fie accentuate.
Una din chestiunile privind sunetele numite semivocale este care din ele nu sunt niciodată foneme, ci numai alofone, adică variante de realizare a unor foneme, precum și în ce situații nu au funcție fonemică acelea care sunt foneme. Chestiunea este legată de cea a statutului grupurilor formate dintr-un asemenea sunet și o vocală în aceeași silabă: dacă sunt sau nu diftongi, și dacă diftongii sunt sau nu foneme. Vezi detalii despre aceste chestiuni în secțiunile de mai jos.

## Sunetul numit semivocală în câteva limbi

### În limba română
În tradiția lingvistică română, fie sunetul numit semivocală sau semiconsoană nu este tratat din punct de vedere fonologic, fie fonologia intervine prin considerarea semivocalelor ca alofone ale fonemelor vocalice corespunzătoare, /i/, /u/, /e/, respectiv /o/. După altă opinie, /j/ și /w/ sunt foneme consonantice, iar /e̯/ și /o̯/ – foneme semivocalice. În schimb în concepția Ioanei Chițoran, /j/ și /w/ sunt foneme pe care le numește glides, iar [e̯] și [o̯] sunt numai părți asilabice a doi diftongi, /e̯a/ și /o̯a/, pe care îi consideră foneme vocalice aparte. Orice alte combinații de semivocale cu vocale nu ar fi diftongi.

### În limba franceză
În lingvistica limbii franceze sunt luate în seamă trei sunete numite semivocale, semiconsoane sau glides, incluse printre consoane: [j] (ex. în lion [ljɔ̃] „leu”), [w] (în louer [lwe] „a închiria”) și [ɥ] (în buée [bɥe] „abur”). În general se consideră că [w] și [ɥ] sunt alofone ale fonemelor vocalice /u/, respectiv /y/. Totodată, o părere larg răspândită este că în franceză nu sunt nici diftongi, nici triftongi. Argumentul este că, după o consoană, ca în exemplele date, se pot pronunța în silabe aparte vocalele corespunzătoare sunetelor numite semivocale, adică [liˈɔ̃], [luˈe], respectiv [byˈe].

### În limba engleză
În lingvistica limbii engleze sunt diverse opinii divergente despre ceea ce se numește glides.
De exemplu Rogers 2013 ia în seamă sunetele /j/ (ex. în cuvântul yes „da”) și /w/ (ex. în anyway „oricum”) drept foneme consonantice la început de silabă. Ele se pronunță tot așa ca partea asilabică a cinci diftongi în varietatea standard a englezei britanice, dar în acestea nu le mai vede ca fonemice, în schimb diftongii înșiși îi consideră foneme vocalice, notându-i cu vocală + [j] și vocală + [w]: /ej/ (în say „a spune”), /əw/ (în tone „ton”), /aj/ (în dine „a cina”), /aw/ (în down „jos”) și /ɔj/ (în coin „monedă”). Mai ia în seamă încă trei diftongi ca foneme, în care partea asilabică este [ə]: /ɪə/ (în idea „idee”), /ɛə/ (în Sarah) și /ʊə/ (în jury „juriu”). Pe lângă aceasta, consideră că, în principiu, orice vocală poate deveni parte asilabică a unor diftongi, pe care însă nu îi include printre foneme, ex. [ja], [wɛ], [ɛw]. Pe de altă parte, Rogers 2013 numește glides părțile asilabice ale diftongilor, dar folosește acest termen și ca sinonim al termenului „diftong”.
În legătură tot cu engleza britanică standard, Zsiga 2013 numește glides sunetele /j/ și /w/, și le consideră foneme consonantice în cuvinte ca you „tu, voi” și well „bine”. Acestea sunt părți asilabice împreună cu vocale silabice în aceeași silabă, în care îi notează [ɪ] și [ʊ]. Consideră că, din punct de vedere fonologic, aceste părți asilabice sunt uneori contrastive, iar alteori nu. Sunt contrastive, adică au valoare fonemică, atunci când creează o opoziție cu vocale propriu-zise, diferențiind numai prin ele însele sensurile unor cuvinte, adică participând la crearea unor perechi minimale. Exemple:
find [faɪnd] „a găsi” vs. fond [fɒnd] „pasionat”;
found [faʊnd] „găsit” vs. fond;
soy [sɔɪ] „soia” vs. saw [sɔː] „ferăstrău”.
Părțile asilabice nu au valoare fonemică dacă nu creează asemenea opoziții. În consecință, Zsiga 2013 consideră că numai [aɪ], [aʊ] și [ɔɪ] sunt diftongi propriu-ziși, fără să-i trateze ca foneme. Alte succesiuni vocală + glide sunt pentru ea doar vocale diftongate.

### În limba italiană
În fonetica tradițională a limbii italiene se consideră că vocalele i și u devin semiconsoane când sunt neaccentuate și urmate de o vocală, adică în diftongi ascendenți (ex. în piede „picior” și în guerra „război”), și semivocale când sunt tot neaccentuate și precedate de o vocală, în diftongi descendenți: mai „niciodată”, auto.
După Dubois 2002, în limba italiană, /j/ este fonem la început de silabă, dat fiind că există o pereche minimală ca iato „hiat” vs. lato „latură”, dar alofon al vocalei /i/ la sfârșit de silabă, ex. mai „niciodată”. În acest cuvânt poate fi pronunțat [j], formând diftongul [aj], când nu este urmat de pauză (în vorbirea cu debit rapid), sau [i], în silabă aparte, înainte de pauză (în vorbirea lentă).

### În limba spaniolă
Narumov 2001 abordează din punct de vedere fonologic diferența dintre semivocală și semiconsoană în spaniolă. Astfel, în această limbă sunt două foneme care se realizează uneori ca semiconsoane, alteori ca semivocale.
Fonemul /j/ se realizează:
- ca semiconsoana [j], în interiorul unor cuvinte, între vocale sau după o consoană: suyo [ˈsujo] „al său”, viene [ˈvjene] „(el/ea) vine”;
- ca semivocala [i̯], după o vocală: soy [soi̯] „(eu) sunt”, veinte [ˈbei̯nte] „douăzeci”.

Acest fonem se mai realizează și ca o consoană africată palatală sonoră ([ɟ͡ʝ]), după [ɲ] și după [ʎ]: enjugar [eɲɟ͡ʝuˈgar] „a șterge”, el hielo [eʎˈɟ͡ʝelo] „gheața”.
Fonemul /w/ se realizează:
- ca semiconsoana [w], la început de cuvânt și în interiorul unor cuvinte, înaintea unei vocale: huevo [ˈweβo] „ou”, ahuecar [aweˈkar] „a scobi”;
- ca semivocala [u̯], după o vocală: deuda [ˈdeu̯da] „datorie”.

## Alte folosiri fără valoare fonemică
Sunetele numite semivocale mai pot avea în diverse limbi și rolul nefonemic de legătură între alte sunete, de exemplu pentru eliminarea hiatului.
În română, în cuvinte vechi în limbă se elimină în general hiatul prin inserarea lui [j] după /i/ și a lui [w] înaintea lui /u/, ex. laudă [ˈla.wu.də], vie [ˈvi.je]. La contactul dintre cuvinte există cazuri de eliminare obligatorie și de eliminare facultativă a hiatului prin sunete numite semivocale. La contactul dintre unele pronume personale neaccentuate și formele monosilabice ale verbului auxiliar avea, hiatul se elimină obligatoriu prin elementul asilabic al unor diftongi sau triftongi, ex. ți-am spus, duce-le-aș, te-am întrebat, ne-ai povestit, te-ai întoarce. Prin aceeași metodă se evită hiatul facultativ, în vorbirea rapidă, între clitice și cuvinte cu sens lexical, ex. de atunci [de.aˈtunt͡ʃʲ] → de-atunci [de̯aˈtunt͡ʃʲ], pe aici [pe.aˈjit͡ʃʲ] → pe-aici [pe̯aˈjit͡ʃʲ], îmi pare o poveste [ɨmʲˈpa.re.o.poˈveste] → îmi pare-o poveste [ɨmʲˈpa.re̯o.poˈveste].
În franceză, standardul prevede pronunțarea cu hiat a unor cuvinte ca oublier [ubliˈe] „a uita” sau pays [peˈi] „țară”, dar permite evitarea hiatului prin inserarea lui [j]: [ubliˈje], [peˈji].
În unele limbi, precum cele din diasistemul slav de centru-sud (BCMS) sau maghiara, în ale căror lingvistici nu se iau în seamă diftongi și semivocale, iar /j/ este considerat fonem consonantic, acest sunet servește totuși în unele cazuri la evitarea hiatului. În BCMS este uneori redat în scris, alteori nu. Exemple:
- Este redat în scris în împrumuturi relativ recente, ca filozofija, orijent, trijumf.
- Nu este redat în scris în cuvinte vechi, între /i/ și /o/, ex. bio [ˈbi.jo] „fost” (participiu activ).

În maghiară nu este niciodată redat în scris, dar se aude în cuvinte ca dió [ˈdi.joː] „nucă”, fiú [ˈfi.juː] „băiat”, tea [ˈte.ja] „ceai”.
În fonetica englezei, glides se consideră că servesc și ca sunete de tranziție între o consoană și o vocală, de pildă [j] în cuvântul tune [tjuːn] „melodie”, fără ca în unele lucrări succesiunile consoană + glide + vocală în aceeași silabă să fie considerate drept conținând un diftong. În schimb în altele, referitoare la alte limbi, sunt considerate astfel.